# Pedro Acosta
Pour l’article homonyme, voir Pedro Acosta (pilote moto).
Pedro Javier Acosta Sánchez (né le 28 novembre 1959 à Caracas au Venezuela) est un joueur de football international vénézuélien, qui évoluait au poste de défenseur, avant de devenir ensuite entraîneur.

## Biographie

### Carrière de joueur

#### Carrière en club
Avec le club de Marítimo Venezuela, il remporte deux championnats du Venezuela.

#### Carrière en sélection
Avec l'équipe du Venezuela, il joue 34 matchs (pour 2 buts inscrits) entre 1979 et 1989. 
Il figure dans le groupe des sélectionnés lors des Copa América de 1979, de 1983, de 1987 et de 1989.
Il participe aux Jeux olympiques de 1980 organisés en Union soviétique.
Il joue en outre 14 matchs comptant pour les tours préliminaires de la coupe du monde, lors des éditions 1982, 1986 et 1990.

## Palmarès
Marítimo Venezuela
- Championnat du Venezuela (2) :
  - Champion : 1986-87 et 1989-90.